# Leopold Resch (Maler)

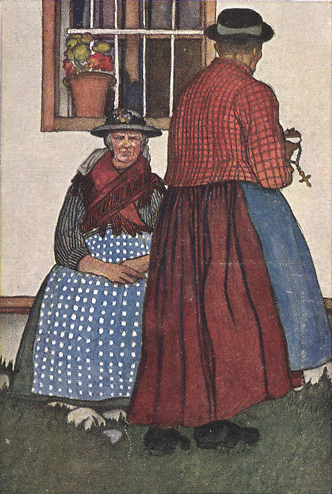
Auszüglerinnen in Trachtenkleidern

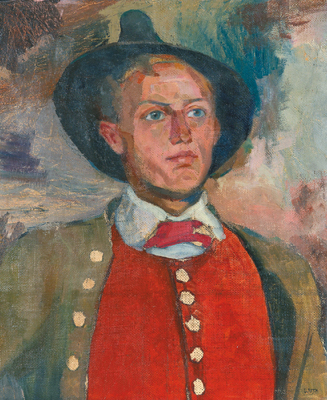
Junger Kärntner in Tracht

Leopold Resch (* 11. November 1877 in Waidhofen an der Ybbs; † 14. November 1937 in Villach) war ein österreichischer Maler und Bildhauer, sowie Kärntner Trachtenforscher und -pfleger.
Im Kärntner Teil von Pontafel an der österreichisch-italienischer Grenze aufgewachsen, besuchte er die Schnitz- und Drechselschule in Malborgeth, danach die Kunstgewerbeschule für Schnitzerei und Malerei in Wien. Ab 1906 war er Lehrer an der Bau- und Kunsthandwerkschule in Klagenfurt.
Resch studierte seit dem 15. Oktober 1910 an der Zeichenschule der Königlichen Akademie der Künste in München bei Gabriel von Hackl.
Leopold Resch war Mitbegründer der Kärntner Landsmannschaft und des Landesmuseum Kärnten in Klagenfurt am Wörthersee. Er wurde zum Studienrat an der Kunst- und Bauhandwerkerschule in Klagenfurt, dann in Villach berufen.
Resch gilt als der größte Trachten- und Brauchtumsmaler Kärntens. Im Auftrag der Kärntner Landsmannschaft entwarf er 1911 den Kärntneranzug und das als „Resch-Dirndl“ genannte Kärntner Blaupunktdirndl. Auf Initiative des Kärntner Brauchtumverbandes und der Kärntner Wirtschaftskammer schuf Resch eine Tracht der Zimmerleute.

## Werke
- Wandgemälde „Die Sage vom Wörthersee“ in Klagenfurt, Café Lechm, Wienergasse 10 (abgekommen).[3]
- Wandmalereien im Lindwurmstüberl (heute „Bierhaus zum Augustin“), Pfarrhodgasse 2 (abgekommen).[4]